# Федотов, Лев Михайлович
Лев Михайлович Федотов (8 декабря 1929) — советский футболист, выступавший на позиции нападающего.

## Карьера
На протяжении всей карьеры был игроком клуба «Торпедо» Горький. Дебютировал в его составе в сезоне 1950, сыграв в дебютном сезоне 10 матчей и забив 4 гола в первой лиге СССР. В том сезоне «Торпедо» финишировало на втором месте и вышло в высшую лигу, однако в следующем сезоне вылетело из элитного дивизиона, заняв последнее место в лиге. При этом сам Федотов в 1951 году в высшей лиге не сыграл. В 1954 году, после двух сезонов в первой лиге, «Торпедо» вновь оказалось в высшей лиге, где Федотов появился на поле в 4-х матчах. По итогам сезона 1954 команда вновь заняла последнее место и в течение следующих 8 сезонов игрок выступал за команду в первой лиге. Завершил карьеру в 1962 году. Всего в составе «Торпедо» он сыграл не менее 228 матчей.